# Les Terres gelées
 (mai 2017).
Si vous disposez d'ouvrages ou d'articles de référence ou si vous connaissez des sites web de qualité traitant du thème abordé ici, merci de compléter l'article en donnant les références utiles à sa vérifiabilité et en les liant à la section « Notes et références ».
Les Terres gelées est un roman de Georges Coulonges publié en 1993.

## Résumé
En 1992 Arnaud, agriculteur de 24 ans à Moissac, manifeste contre le gel de 15 % des terres par rapport à la PAC. Olinka, 20 ans, tombe en panne. Il la ramène chez lui et elle repart le lendemain. Sandrine, voisine de 16 ans, le séduit, il lui fait l'amour et elle revient presque tous les soirs. Elle découvre qu'Olinka élève seule Szlama, 4 ans. Elles le donnent à garder à Arnaud. Olinka vient le week-end et Sandrine ne vient plus. Elle revient une fois et Olinka les surprend mais elles se réconcilient. Olinka reste sur cette terre qu'Arnaud ne veut pas quitter.